# Cheilopogon exsiliens
Cheilopogon exsiliens är en fiskart som först beskrevs av Carl von Linné 1771.  Cheilopogon exsiliens ingår i släktet Cheilopogon och familjen Exocoetidae. Inga underarter finns listade i Catalogue of Life.